# Col·legi de Sant Josep (Tortosa)
El Col·legi de Sant Josep és un edifici de Tortosa (Baix Ebre) inclòs en l'Inventari del Patrimoni Arquitectònic de Catalunya.

## Descripció
És situat al barri del Rastre, a l'extrem nord-est de la ciutat, sota el fort de Bonet. El conjunt consta d'un sector edificat de cossos rectangulars col·locats en angle de 90° que conformen una planta irregular per poder aprofitar al màxim la llum natural. Hi ha, a més, un pati interior i un espai obert exterior, entre el col·legi i la muntanya, on se situen les pistes d'esport i la zona d'esbarjo per als alumnes. L'alçada de les edificacions és irregular: oscil·la entre 2 i 4 plantes. La teulada és a dos vessants.
A l'interior dels diferents cossos es distribueixen les classes, habitacions i altres dependències de l'internat. La capella principal, d'estructura força senzilla, és dedicada a la Mare de Déu del Carme. Conforma una planta rectangular de cinc trams, coberta amb volta de mig punt rebaixada simulant creueries. L'altar és modern, d'inspiració classicista. Presenta escassa il·luminació. Té accés des de la planta baixa, encara que ocupa dos nivells de l'edifici i des del primer pis es pot accedir al cor, situat al tram dels peus. Hi ha dues capelles més, petites, dedicades a Sant Domènec i Sant Josep.

## Història
Fou fundat el 1863 per Mossèn Domingo i Sol, per a l'ensenyament de nens pobres que volien ser sacerdots. El mateix sacerdot en fundà d'altres a diferents llocs de la Península i fins i tot a Roma.
El 1923 l'edifici sofrí una important ampliació, que en determinà l'actual estructura. El 1970 s'hi començaren a impartir també estudis d'E.G.B., que continuaren junt amb els de Batxillerat.